# 於岩稲荷田宮神社 (東京都中央区)
於岩稲荷田宮神社（おいわいなりたみやじんじゃ）は、東京都中央区新川の神社。四谷怪談のお岩を祀っていることで知られている。

## 歴史
創建年代は不明。ただ四谷怪談が広く知られるようになったころ（江戸時代後期）には既に存在していたものと推測される。
元々は田宮家が屋敷を構えていた四谷左門町に位置していたが、1879年（明治12年）に現在地に移転した。四谷怪談を上演する歌舞伎役者らが協力して、芝居小屋に近い当地に移転させたものという。なお四谷の旧地にも戦後に於岩稲荷田宮神社が再建されている。

## 交通アクセス
- 八丁堀駅より徒歩約7分（経路案内）。
- 茅場町駅より徒歩約9分（経路案内）。